# Хилель, Шломо
Шло́мо Хиле́ль (ивр. שלמה הלל‎; 23 апреля 1923 — 8 февраля 2021) — израильский политический и государственный деятель, Председатель кнессета, министр внутренней безопасности Израиля и министр внутренних дел Израиля. Он также был послом Израиля в ряде стран Африки. Лауреат Премии Израиля за государственную и общественную деятельность (1998).

## Биография
Шломо Хилель родился в Багдаде, в Ираке, 23 апреля 1923 года. Семья репатриировалась в Страну Израиля в 1934 году, когда ему было 11 лет.
После окончания гимназии «Герцлия» в Тель-Авиве, он прошёл подготовку в сельскохозяйственном кибуце Дгания Алеф, а затем в Пардес-Хане. Хилель был секретарем еврейской скаутской группы, которая возникла в кибуце Мааган-Михаэль. В 1945 году Хилель и его коллеги работали на заводе боеприпасов Хаганы, расположенном под видом прачечной в подвале в Реховоте.
Он изучал политические науки, экономику и государственное управление в Еврейском университете в Иерусалиме. Женат на Тамиме Хилель, у них двое детей, сын и дочь. В последнее время жил в районе Рамат-Дания в Иерусалиме.

## Политическая карьера
На выборах в кнессет 1951 года Хилель выступал в списке социал-демократической партии Мапай. И хотя на выборах он не смог пройти в кнессет, он всё же стал депутатом несколько позже, 21 декабря 1952 года, в качестве замены для умершего Элияу а-Кармели.
Был избран в кнессет в 1955 году, но ушёл с депутатской работы незадолго до новых выборов, поскольку был назначен послом в Гвинее (1959). В 1961 году он становится послом в Кот-д’Ивуаре, Дагомее, Республике Верхняя Вольта и Нигере, а затем членом израильской делегации в Организации Объединённых Наций (1963—1967). Шломо Хилель вернулся в Израиль в 1967 году, и занимал должность заместителя директора Министерства иностранных дел до 1969 года.
В 1969 году Хилель вернулся в кнессет от блока «Маарах». Являлся депутатом Кнессета с 1969 по 1992 год. Был министром внутренней безопасности между (1969—1977), а также министром внутренних дел в 1974—1977 годах. Был избран Председателем Кнессета 11-го созыва (1984—1988). До своей смерти являлся самым долгоживущим министром внутренних дел Израиля.

## Сочинения
В 1984 году Хилель опубликовал книгу «Операция Вавилон: История спасения евреев Ирака» — мемуары об операции «Эзра и Нехемия» по вывозу до 130 000 иракских евреев в Израиль через Иран и Кипр в 1951—1952 годах. Мемуары позднее были переведены на английский, французский, немецкий, испанский, португальский, русский и арабский языки. 